# Joshi Kōsei no Mudazukai
Joshi Kōsei no Mudazukai (女子高生の無駄づかい?) es un manga escrito e ilustrado por Bino, serializado en línea a través de los sitios web Niconico Seiga, Comic Newtype y pixiv Comic desde 2014. Ha sido recopilado en trece volúmenes tankōbon por Kadokawa Shōten. Una adaptación al anime producida por el estudio Passione fue emitida entre el 5 de julio y el 20 de septiembre de 2019.
En junio del 2021 se anunció que el manga entraría en una pausa indefinida debido a la recuperación de la autora después de haber dado a luz a su primer hijo.

## Personajes
Los nombres y apodos de todos los personajes son juegos de palabras y alusiones al «capricho» central de su personalidad. Por ejemplo, el nombre de Lily es una indirecta de lirios, cuyo título japonés yuri también se usa para referirse al amor lésbico en la cultura pop japonesa. 
Nozomu «Baka» Tanaka (田中 望 Tanaka Nozomu?)
 Seiyū: Chinatsu Akasaki
Es el personaje principal, una chica increíblemente estúpida. Su estupidez y comportamiento molesto es tan notable que incluso sus amigos cercanos la llaman «baka», que significa «idiota» en japonés.
Akane «Wota» Kikuchi (菊池 茜 Kikuchi Akane?)
 Seiyū: Haruka Tomatsu
Una aspirante a artista de manga y fanática del yaoi. También escucha la música del productor de Vocaloid Teishotoku-P, quien sin saberlo es en realidad alguien que conoce.
Shiori «Robo» Saginomiya (鷺宮 しおり Saginomiya Shiori?)
 Seiyū: Aki Toyosaki
Una chica inteligente y sin emociones que aspira a ser microbióloga.
Saku «Loli» Momoi (百井 咲久 Momoi Saku?)
 Seiyū: Maria Naganawa
Una chica bajita que parece una estudiante de primaria. Su apariencia está irónicamente combinada con su inocencia infantil, por lo que se convierte constantemente en víctima de malentendidos «adultos». Vive con su abuela, ya que sus padres trabajan en el extranjero.
Minami «Yamai» Yamamoto (山本 美波 Yamamoto Minami?)
 Seiyū: Miyu Tomita
Una chica con personalidad chunibyo, que se tiñó el pelo de rubio. A menudo habla con Waseda sobre sus pensamientos y planes.
Kanade «Majime» Ninomae (一 奏 Ninomae Kanade?)
 Seiyū: Rie Takahashi
Una chica tímida que es increíblemente popular entre las demás debido a su apariencia masculina, pero ella misma no lo nota por su torpeza social. Gracias a su pensamiento lógico excepcional, Majime es increíblemente talentosa en matemáticas, pero al mismo tiempo completamente ignorante en las relaciones humanas comunes. Por esta razón, admira increíblemente a Robo, a quien considera igualmente inteligente y sociable.
Hisui «Majo» Kujyō (久条 翡翠 Kujō Hisui?)
Seiyū: M.A.O
Una estudiante que rara vez viene a la escuela y que tiene interés en lo oculto. Tiene una hermana gemela llamada Kohaku.
Lily Someya (染谷 リリィ Someya Rirī?)
 Seiyū: Satomi Satō
Una estudiante y belleza popular que se transfirió a la escuela. Su papel en la trama es una parodia de personajes lésbicos, aunque no está claro cuánto está relacionado con su sexualidad real o simplemente la fobia a los hombres, lo que por alguna razón también afecta a Tanaka. De una forma u otra, Lily se convierte en una de las chicas más populares de su escuela, aunque su vida a menudo es complicada debido a las peculiaridades de otros personajes.
Masataka «Waseda» Sawatari (佐渡 正敬 Sawatari Masataka?)
 Seiyū: Kazuyuki Okitsu
El maestro de la clase. Solo le atraen las estudiantes universitarias. Fuera de la escuela, es secretamente un productor de Vocaloid conocido con el nombre de Teishotoku-P (低所得P Teishotoku Pī?).
Rie «USB» Mikami (三上 理恵 Mikami Rie?)
 Seiyū: Sayaka Senbongi
Kohaku Kujyo (久条 琥珀 Kujō Kohaku?)
 Seiyū: Reina Ueda
La hermana gemela de Majo. A diferencia de su hermana, ella es todo lo contrario.
Airi «Nora» Nobara (野原 愛莉 Nobara Airi?)
Utako «Hime» Nakamura (中村 詩子 Nakamura Utako?)

## Contenido de la obra

### Manga
| N.º | Fecha de lanzamiento     | ISBN original          |
| --- | ------------------------ | ---------------------- |
| 1   | 9 de abril de 2016       | ISBN 978-4-04-104171-0 |
| 2   | 10 de noviembre de 2016  | ISBN 978-4-04-105027-9 |
| 3   | 10 de mayo de 2017       | ISBN 978-4-04-105634-9 |
| 4   | 10 de noviembre de 2018  | ISBN 978-4-04-107275-2 |
| 5   | 4 de julio de 2019       | ISBN 978-4-04-108217-1 |
| 6   | 4 de julio de 2019       | ISBN 978-4-04-108218-8 |
| 7   | 10 de enero de 2020      | ISBN 978-4-04-108925-5 |
| 8   | 10 de septiembre de 2020 | ISBN 978-4-04-109726-7 |
| 9   | 10 de junio de 2021      | ISBN 978-4-04-111183-3 |
| 10  | 9 de diciembre de 2022   | ISBN 978-4-04-113150-3 |
| 11  | 10 de octubre de 2023    | ISBN 978-4-04-114211-0 |
| 12  | 8 de marzo de 2024       | ISBN 978-4-04-114756-6 |
| 13  | 9 de noviembre de 2024   | ISBN 978-4-04-115720-6 |

### Anime
La adaptación al anime fue anunciada el 1 de noviembre de 2018. La serie fue animada por Passione y dirigida por Hijiri Sanpei, con Takeo Takahashi como director en jefe, guion de Masahiro Yokotani y diseño de personajes de Sachiko Yasuda. Tomoki Kikuya se encargó de la composición de la música. La serie se emitió del 5 de julio al 20 de septiembre de 2019 en AT-X, Tokyo MX, TVA, KBS, SUN y BS11. Chinatsu Akasaki, Haruka Tomatsu y Aki Toyosaki interpretaron la canción de apertura de la serie «Wa! Moon! dass! cry!» (輪! Moon! dass! cry! Wa! Mūn! dasu! kurai!?), así como e tema de cierre «Seishun no Reverb» (青春のリバーブ Seishun no Ribābu?).